# Pegomya betae
Pegomya betae es una especie de díptero del género Pegomya, tribu Pegomyini, familia Anthomyiidae. Fue descrita científicamente por Curtis en 1847.
Se distribuye por el holártico. Se le considera un insecto invasor y una plaga de la remolacha.